# F.B.C. Torinese
Đừng nhầm lẫn với Câu lạc bộ bóng đá Torino.
Câu lạc bộ bóng đá Torinese là một câu lạc bộ bóng đá Ý đến từ Torino được thành lập vào năm 1894. Câu lạc bộ đã thi đấu trong Giải vô địch bóng đá Ý đầu tiên, và thi đấu cho đến khi câu lạc bộ đóng cửa vào năm 1906.

## Giải vô địch bóng đá Ý
Câu lạc bộ là câu lạc bộ lâu đời thứ tư trong lịch sử bóng đá Torino, được thành lập vào năm 1894, câu lạc bộ mặc màu tương tự với đối thủ địa phương của họ là Internazionale Torino với áo sơ mi sọc màu hổ phách và đen với vớ đen, Internazionale mặc quần short màu trắng, trong khi Torani mặc màu đen.
Câu lạc bộ là một trong bốn người tham gia Giải vô địch bóng đá Ý đầu tiên trong năm 1898. Torinese bị loại một cách sít sao, 2-1 bởi Internazionale ở bán kết. Họ đã có kết quả tương tự trong mùa thứ hai, thua sớm trong cuộc cạnh tranh với Ginnastica Torino (một câu lạc bộ khác của Torinese).
Năm 1900, một vụ sáp nhập đã diễn ra giữa Internazionale Torino với Torinese; họ giữ cho họ tên Torani. Đây là một động thái hợp lý khi mùa giải đó lần đầu tiên họ thấy câu lạc bộ lọt vào trận chung kết Giải vô địch Ý; trên chặn đường đó, họ đã hạ gục Juventus và Milan, điều sau đó đã đạt được với cú hat-trick của Edoardo Bosio. Trận chung kết diễn ra với Genoa, sau thời gian chính thức là 1-1, nhưng Genovese đã ghi hai bàn thắng trong hiệp phụ để niêm phong danh hiệu.
Sau một mùa giải vắng bóng, câu lạc bộ trở lại giải đấu đang phát triển vào năm 1902, họ đã tham gia vào hai trận đấu có điểm số cao, trận đầu tiên là chiến thắng 4-1 trước Juventus, trận thứ hai là thua 4-3 trong trận bán kết trận chung kết trước đội vô địch cuối cùng là Genoa. Hai mùa giải cuối cùng của họ ở giải đấu ít thành công hơn đáng kể khi họ bị Juventus loại ra cả hai lần.

### Trở nên không còn tồn tại
Vào năm 1906, một số thành viên của hội đồng quản trị Juventus (câu lạc bộ đồng đội ở Torino) đang xem xét chuyển bianconeri ra khỏi Torino. Điều này gây ra một cuộc tranh cãi lớn trong câu lạc bộ. Chủ tịch Alfredo Dick rời đi cùng với nhiều cầu thủ quan trọng để thành lập Câu lạc bộ bóng đá Torino. Nhiều người chơi từ Torinese đã bị dụ dỗ ký hợp đồng với FBC Torino mới và với sự thiếu hụt các cầu thủ hàng đầu, Torinese trở nên không còn tồn tại.

## Danh hiệu
Giải vô địch bóng đá Ý
- Á quân: 1900